# 69288 Берліоз
69288 Берліоз (69288 Berlioz) — астероїд головного поясу, відкритий 11 жовтня 1990 року.
Тіссеранів параметр щодо Юпітера — 3,366.